# Transtorno específico do desenvolvimento
Os transtornos específico do desenvolvimento (TED, ou na sigla em inglês SSD),em oposição ao Transtorno invasivo do desenvolvimento, abrangem os transtornos que trazem dificuldades específicas de aprendizagem e de desenvolvimento que afetam a coordenação.

Há quatro tipos de transtorno específico do desenvolvimento:
- Transtornos específicos do desenvolvimento da fala e da linguagem
- Transtornos específicos do desenvolvimento das habilidades escolares
- Transtorno específico do desenvolvimento motor
- Transtornos específicos misto do desenvolvimento